# Світличний В'ячеслав Леонідович
В'ячеслав Леонідович Світличний (4 лютого 1951, Троїцьк) — російський дипломат. Генеральний консул Російської Федерації в Сімферополі (Україна) (з червня 2013 року).

## Біографія
Народився 4 лютого 1951 року в місті Троїцьк Челябінської області. У 1975 році закінчив Курганський машинобудівний інститут, за фахом «Інженер-механік». У 1994 році закінчив Дипломатичну академію МЗС Росії, за фахом — економіст-міжнародник. Професійно володіє німецькою та болгарською мовами.
Трудову діяльність розпочав слюсарем-ремонтником Курганського машинобудівного заводу.
З 1975 — працював майстром цеху у виробничому об'єднанні «Курганпрібор», в жовтні 1975 року був обраний секретарем комітету ВЛКСМ об'єднання. У 1977–1979 рр. — другий секретар Курганського міськкому ВЛКСМ. У 1979–1980 рр. — секретар Курганського обкому ВЛКСМ з пропаганди та агітації. З листопада 1980 по січень 1984 року — перший секретар Курганського обкому ВЛКСМ. У 1984 році переведений на роботу в апарат ЦК ВЛКСМ заступником завідувача відділом комсомольських органів.

## Дипломатична діяльність
На дипломатичній службі з січня 1990 року. Обіймав ряд відповідальних посад у Центральному апараті МЗС Росії і російських зарубіжних установах. Був у тривалих закордонних відрядженнях в Болгарії, Німеччини, Молдові.
Довгий час працював радником-посланником у посольстві Росії в Таджикистані.
З червня 2013 по березень 2014 року — Генеральний консул Російської Федерації в українському місті Сімферополь.
З червня 2014 по лютий 2016 — очолював представництво МІД росії при російській окупаційній адміністрації в Автономній Республіці Крим.
З лютого 2016 року на пенсії.

## Дипломатичний ранг
- Надзвичайний і Повноважний Посланник 2 класу.